# Playa del Adro
La playa del Adro (también conocida como el arenal de Bouzas) es una de las playas que pertenecen a la ciudad de Vigo, está situada en el barrio de Bouzas y tiene 450 metros de longitud por 10 metros de ancho. Es una de las playas de Vigo que cuenta con Bandera Azul.

## Características

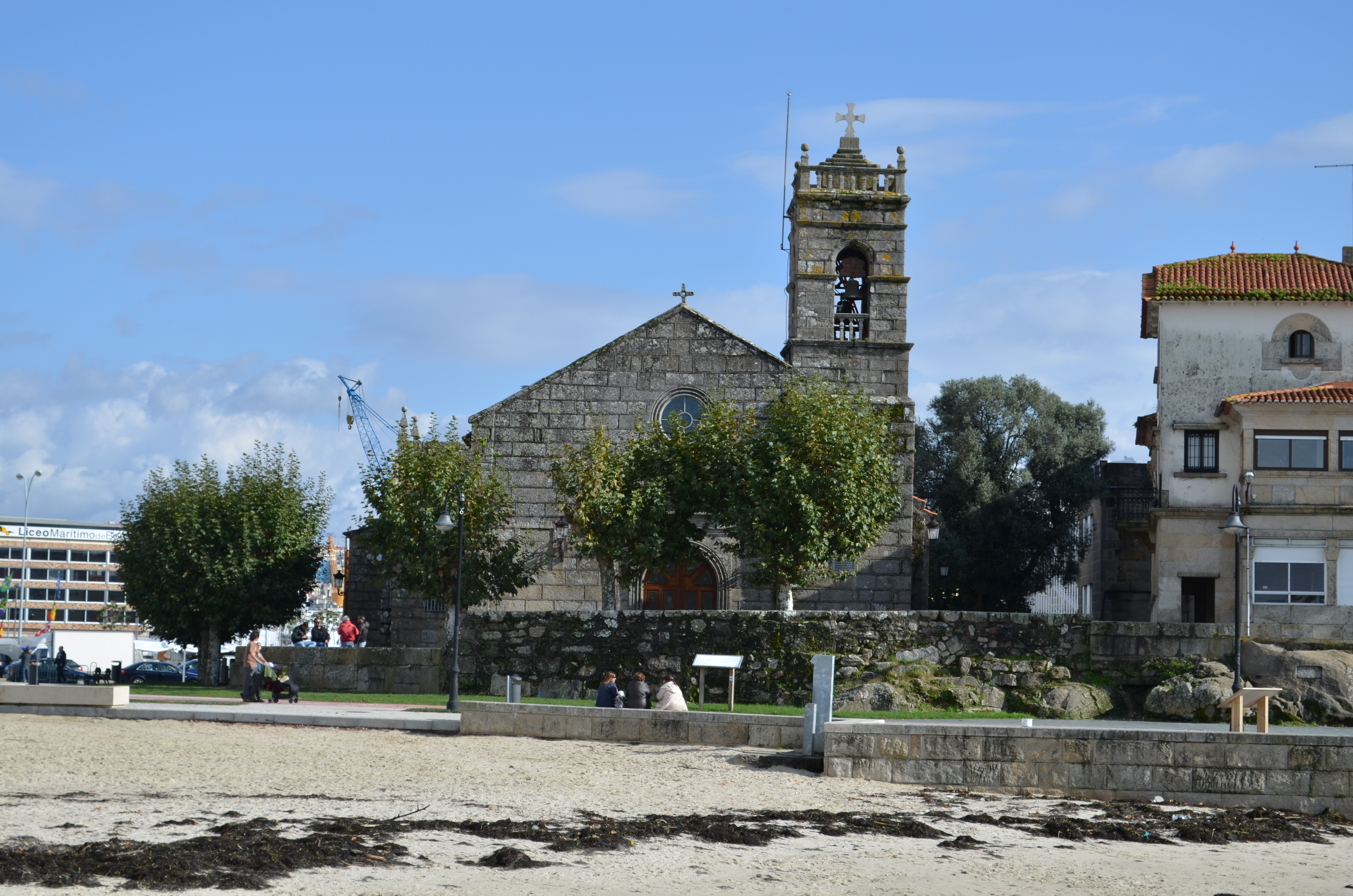
Playa del Adro y al fondo la Iglesia de San Miguel de Bouzas.

Se trata de una playa urbana ubicada en el barrio vigués de Bouzas, el cual a pesar de su gran densidad de población aún conserva cierto ambiente marinero. Si bien esta playa no es recomendable para el baño por encontrarse en zona portuaria y en un fondo de saco, es un lugar muy frecuentado por los vecinos de Bouzas, que encuentran en sus arenas un buen solárium. El largo paseo marítimo de Valentín Paz Andrade y un puerto deportivo, bordean el arenal. En el año 2023 se ha eliminado el arenal izquierdo y se ha sustituido por escaleras de hormigón y piedra.

## Servicios
Cuenta con accesos por escalera, duchas y fuentes.

## Accesos
Al arenal se accede en vehículo rodado a través de la calle Eduardo Cabello, al lado de la Iglesia de San Miguel de Bouzas. Dispone de zonas de aparcamiento.
El autobús urbano de Vitrasa que presta servicios a esta playa es la línea C3.

## Otros
Puerto deportivo y pesquero. El entorno de la playa está bordeado por instalaciones portuarias. Casco histórico de Bouzas con la iglesia parroquial del siglo XVI, olivo centenario.